# アンジェイ・カジミェシュ・ポトツキ
アンジェイ・カジミェシュ・ポトツキ（Andrzej Kazimierz Potocki, 1861年6月10日 - 1908年4月12日）は、ポーランドの貴族、大地主、政治家。伯爵。オーストリア領ガリツィアの総督を務めたが、ウクライナ人民族主義者によって暗殺された。

## 経歴
保守政治家のアダム・ユゼフ・ポトツキ伯爵とその妻のカタジナ・ブラニツカ伯爵夫人（Katarzyna Potocka）の間の次男として、クラクフ郊外のクシェショヴィツェで生まれた。父方の曽祖父は小説家ヤン・ポトツキ、母方の曽祖父はヘトマンのフランチシェク・クサヴェリ・ブラニツキ、義理の叔父（母の妹の夫）は詩人ジグムント・クラシンスキ、従伯父はツィスライタニエン首相を務めた政治家アルフレト・ユゼフ・ポトツキである。
クラクフ大学で法学を専攻し、1884年には法学博士号を取得した。ポーランド有数の名門貴族ポトツキ家の一員であり、クシェショヴィツェおよびカミョンカ・ブジャンスカ（現在のウクライナ領リヴィウ州カーミョンカ・ブジカ）の領主であった。1901年から1902年までガリツィア領邦議会の議長を務め、1903年から1908年まで、オーストリア領ガリツィア総督を務めた。1907年には皇帝フランツ・ヨーゼフ1世より金羊毛騎士団の騎士に叙任された。
1908年4月12日、ガリツィア領邦議会の通常国会に出席した際、レンベルク大学法学部のウクライナ人学生ミロスラヴ・シチンシクィイ（Мирослав Січинський）によって6発の銃弾を撃ち込まれて死亡した。ポトツキの最期の言葉は、「ポトツキは最後まで皇帝陛下の忠実な家来でありました、と陛下のお耳に入れよ（Telegrafujcie cesarzowi, że byłem jego wiernym sługą）」であった。
1889年にクリスティーナ・ティシュキェヴィチ伯爵夫人（Krystyna Tyszkiewicz, 1866年 - 1952年）と結婚し、3男6女の9人の子女をもうけた。